# Empire (Georgia)
Empire es un lugar designado por el censo ubicado en el condado de Dodge en el estado estadounidense de Georgia. En el año 2010 tenía una población de 393 habitantes.

## Geografía
Empire se encuentra ubicado en las coordenadas 32°20′18″N 83°17′48″O / 32.33833, -83.29667.